# Pirocatecolo
Il pirocatecolo è uno dei più diffusi fenoli polifunzionali, l'isomero orto del diidrossibenzene, composto derivato dal fenolo per aggiunta di un gruppo -OH in posizione 2, tipico anche nella preparazione industriale della molecola. Il corrispondente nome sistematico è 1,2-diidrossibenzene mentre pirocatechina, o semplicemente catecolo, sono altri termini comuni molto utilizzati per indicare questo composto aromatico con numero CAS 120-80-9 e formula molecolare C6H6O2.
Poco diffuso in natura come molecola isolata, la sua struttura rientra in numerose biomolecole. Viene largamente prodotto come intermedio chimico in numerose sintesi industriali, principalmente per l'industria alimentare, farmaceutica, fotografica, e come precursore di composti ad attività biocida.

## Proprietà chimiche
Allo stato puro si presenta come cristalli incolori che tendono ad ossidarsi più facilmente del fenolo virando così la propria colorazione al bruno. Risulta anche più solubile in acqua, rispetto a quest'ultimo, a causa delle più intense interazioni di due gruppi -OH con H2O.
Il pirocatecolo è maggiormente attivato, e quindi più reattivo, nella sostituzione elettrofila aromatica. Viene facilmente ossidata da ossidanti blandi come Ag+ e Fe3+ perdendo due elettroni e i protoni alcolici e originando 1,2-benzochinone.

## Usi
I suoi usi principali sono quale antiossidante, intermedio per sintesi di coloranti ed in chimica farmaceutica. Preminente è il suo uso in ambito fotografico per lo sviluppo dei negativi fotografici: il composto, contenuto nel liquido di sviluppo, riduce gli ioni Ag+ attivati dall'esposizione alla luce.

## Biochimica
Il catecolo è presente anche in natura nella serie dei fenoli semplici; lo si può ritrovare come unità strutturale delle catecol-melanine e la sua presenza in semi di girasole o di cocomero può farsi risalire alla degradazione di questi pigmenti.
Le catecolammine sono neurotrasmettitori, derivati dalla tirosina, che possiedono un anello pirocatechinico.